# Oak Ridge (Missouri)
Pour les articles homonymes, voir Oak Ridge.
Oak Ridge est un village du comté de Cap Girardeau, dans le Missouri, aux États-Unis,. Situé au nord du comté, il est incorporé en 1869.

## Démographie
Lors du recensement de 2010, le village comptait une population de 243 habitants. Elle est estimée, en 2016, à 246 habitants.

## Source de la traduction
- (en) Cet article est partiellement ou en totalité issu de l’article de Wikipédia en anglais intitulé « Oak Ridge, Missouri » (voir la liste des auteurs).